# Salomon Eberhard Henschen
Salomon Eberhard Henschen (Uppsala, 28 de febrero de 1847 - Estocolmo, 16 de diciembre de 1930) fue un neurólogo sueco.
Hijo de Lars Wilhelm Henschen y de su esposa, Augusta Munck af Rosenschöld.
En 1862 estudió medicina en Uppsala. Posteriormente, realizó una investigación en botánica en Brasil desde 1867 hasta 1869. Después de su regreso a Suecia, reanudó sus estudios de medicina en Uppsala. En 1874 se trasladó a Estocolmo, y luego continuó sus estudios en Leipzig (1877).
Desde 1878, trabajó en el instituto de patología en la Universidad de Uppsala, en tanto que en el ínterin, practicaba la medicina en el centro turístico de verano en Ronneby. En 1882 fue nombrado profesor y director de la clínica de medicina interna en Uppsala, su ciudad natal. A partir de 1900, trabajó en el Instituto Karolinska en Estocolmo.
Henschen es conocido por sus investigaciones sobre la afasia, así como sus estudios sistemáticos que afectan a los componentes visuales/vías del cerebro. Su obra "Klinische und Beiträge zur Anatomische Pathologie des Gehirns" (contribuciones clínicas y anatómicas de la patología del cerebro) se publicó más de 25 ediciones desde 1890 hasta 1930. En 1919 describió la discalculia, y más tarde introdujo el término "acalculia" para definir el deterioro de las habilidades matemáticas en individuos con daño cerebral (1925).
En 1897 se convirtió en miembro de la Real Academia de las Ciencias de Suecia. Entre 1923-1924 fue uno de los integrantes de un pequeño grupo de neurólogos que asistieron a Lenin, a raíz del tercer y último accidente cerebrovascular del líder soviético. Con su único hijo varón, Folke Henschen (1881-1977), colaboró en una autopsia del cerebro de Lenin.
Murió en Estocolmo, y está enterrado en el Antiguo Cementerio de Uppsala.
Su tataranieta Sofía, es la consorte del heredero (y regente) del Principado de Liechtenstein, el príncipe Luis de Liechtenstein.